# 蘇爾吉特·辛格·巴爾納拉
蘇爾吉特·辛格·巴爾納拉（1925年10月21日—2017年1月14日），印度政治人物，曾任旁遮普邦首席部長；泰米尔纳德邦、北阿坎德邦、安得拉邦與安达曼-尼科巴群岛總督與不同職務的聯邦部長。
巴爾納拉也是一名畫家，主要繪畫風景和政治肖像，其中許多作品都在他任職時的官邸展出，也賣出部分畫作為各種基金募款。

## 個人生活
蘇爾吉特·辛格·巴爾納拉與同為政治人物的蘇爾吉特·考爾·巴爾納拉（Surjit Kaur Barnala）結婚；2009年考爾·巴爾納拉成為最高阿卡利黨（阿姆利則）的黨主席。二人共有三名兒子和一名女兒，次子軋根吉·辛格·巴爾納拉亦從事政治活動，而幼子和女兒分別在1996年及2012年死於車禍和癌症。

## 逝世
2017年1月12日巴爾納拉被送入昌迪加尔的研究生醫學教育研究所，到14日因長期患病逝世。

## 外部連結
- 泰米爾納德邦政府網站的傳記
- From Politics to Painting（页面存档备份，存于）
- CV of Barnala
- Prime Minister ,Chief Minister and other Minister great Mr.Barnala  On his 86 bday

| 印度人民院                      | 印度人民院                                                    | 印度人民院                            |
| ------------------------------- | ------------------------------------------------------------- | ------------------------------------- |
| 前任者： 特賈·辛格·斯瓦滕特拉   | 印度人民院議員 來自桑格魯爾選區 1977年－1980年 1996年－1999年 | 繼任者： 古爾恰蘭·辛格·尼哈爾辛格瓦拉 |
| 前任者： 古爾恰蘭·辛格·達德霍   | 印度人民院議員 來自桑格魯爾選區 1977年－1980年 1996年－1999年 | 繼任者： 辛蒙特·辛格·曼恩             |
| 官衔                            |                                                               |                                       |
| 前任者： 帕卡什·辛格·巴達爾     | 農業部部長 1977年－1979年                                     | 繼任者： 饒·比蘭德·辛格               |
| 前任者： 总统接管               | 旁遮普邦首席部長 1985年－1987年                               | 繼任者： 总统接管                     |
| 前任者： P·C·亞歷山大           | 泰米爾納德邦總督 1990年－1991年 2004年－2011年                | 繼任者： 毗濕摩·納拉因·辛格           |
| 前任者： P·S·拉馬莫漢·饒        | 泰米爾納德邦總督 1990年－1991年 2004年－2011年                | 繼任者： 克奈吉西·羅塞亞              |
| 前任者： 蘭吉特·辛格·戴爾       | 安達曼-尼科巴群島副總督 1990年－1993年                        | 繼任者： 瓦科姆·普烏修撒曼            |
| 前任者： M·阿魯納恰拉姆         | 化工與肥料部部長 1998年－1999年                               | 繼任者： 蘇雷什·帕布                  |
| 前任者： 拉格萬什·普拉薩德·辛格 | 消費者事務、食品和公共分配部部長 1998年－1999年               | 繼任者： 尚塔·庫馬爾                  |
| 新頭銜                          | 北阿坎德邦總督 2000年－2003年                                 | 繼任者： 蘇達山·阿加瓦爾              |
| 前任者： C·蘭加拉詹             | 安得拉邦總督 2003年－2004年                                   | 繼任者： 蘇希爾庫馬爾·欣德            |